# 海上繁华梦
海上繁华梦又名绣像海上繁华梦新书，是成书于光绪年间以上海社會為背景的章回體小說，也是一部譴責小說，分三集，共一百回。全書共67.6万字。作者是孙家振（孙玉声、警梦痴仙）。小說中涉及不少上海地名以及上海話詞語。小說中的主要情節是妓女、赌博，次要情节是行酒令、看戏、看赛马、仙人跳、庙会等生活。

## 歷史
光绪十七年（1891），孙家振已完成海上繁华梦初集二十一回的创作，他想在报刊上连载小说，不過該理念不为同行接受，所以一直未能找到合适的发行途径。1898年7月起小說開始在孙家振自辦的《采风报》、《笑林报》上连载，1903年由笑林报馆出版初集30回单行本。1905年出版第二集30回单行本，1906年出版第三集40回单行本。1908年由上海商务印书馆分3册出版100回本。同年又發行订正初版，至1917年5月該小說在商务印书馆已印至9版。上海泰记乐群书局於1908年發行初版，1915年10月印至8版。上海文明书局在1915年至1916年间也發行了海上繁华梦。1917年之后，海上繁华梦一度不再暢銷，直到1988年才由江西人民出版社以笑林报馆再版之校刊本为底本翻印出版，后又有几家出版社再版。